# Comet (танк)
A34 «Комета» (англ. A34 Comet) — британський середній крейсерський танк часів Другої світової війни, що випускався з 1944 по кінець 1945 року. Подальший розвиток крейсерського танка Mk VIII «Кромвель». Озброєний модифікацією 17-фунтової протитанкової гармати HV, легшої за масою і з меншою довжиною ствола, ніж оригінальний варіант, але з трохи меншою бронепробивністю (щоб уникнути плутанини з оригінальною 17-фунтовкою її калібр часто вказувався як 77 мм, хоча насправді фактично дорівнював тим же 76,2 мм).
Показав себе ефективним у боротьбі з середніми та важкими танками вермахту. Фактично був вже не чисто крейсерським, а основним бойовим танком.
Після війни перебував на озброєнні військ Великої Британії до 1958 року, взявши участь в Корейській війні, також перебував на озброєнні низки інших країн до 1980-х років.

## Історія створення

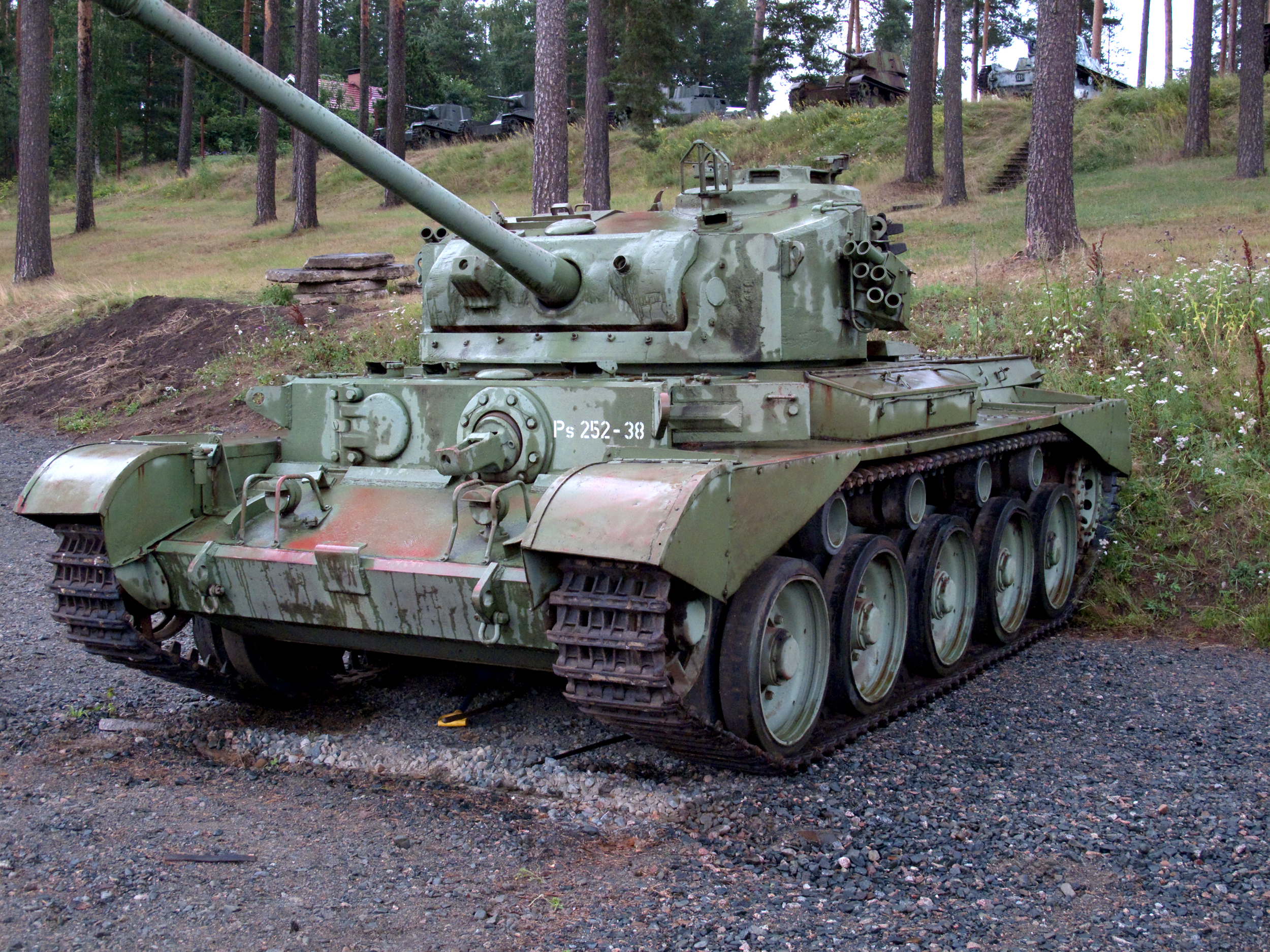
Танк Comet у фінському танковому музеї

Ідеологічним предком танка була знаменита англійська модифікація американського танка «Шерман» — Firefly VC, на початку 1944 року успішно проявила себе у танкових боях в Європі. Успіхи цієї машини в боях з одним з основних противників американських та англійських танкістів — Pz. V Panther не могли не привернути до себе увагу англійського командування. Для британських танкових командирів стало остаточно ясно, що кожний танк повинен бути, власне, «річчю в собі», універсальною машиною, здатною вирішувати на полі бою будь-які завдання, у тому числі ефективно боротися з ворожою бронетехнікою, а для цього потрібна збалансована довгоствольна гармата, що поєднує в собі високу бронепробивність з фугасною міццю. 17-фунтовка, розроблена в 1942 р., об'єктивно була саме такою гарматою, однак досвід боїв на Sherman Firefly показав, що ця гармата є достатньо важкою для середнього танка та потрібно її полегшення, можливо, навіть з невеликим збитком для бронепробивності. До того ж необхідність постачання «Шерманів» зі США для перероблення в «Файрфлай», в той час, як такі танки були потрібні у великих кількостях, обтяжувала англійців. Було ясно: потрібний танк нового покоління на власній базі. У результаті було прийнято рішення про розробку нового крейсерського танка на базі «Кромвеля» з посиленим лобовим бронюванням, просторою баштою та модифікованою гарматою на базі 17-фунтовки.